# Razem Dla Ewangelii
Razem Dla Ewangelii – działająca od 2009, polska platforma współpracy (konferencje, wydawnictwa, wspólne oświadczenia) pomiędzy polskimi zborami należącymi do różnych wyznań ewangelikalnych.